# Miller Bluffs
Miller Bluffs är en udde i Antarktis. Den ligger i Västantarktis. Chile gör anspråk på området.
Terrängen inåt land är bergig åt nordost, men åt sydväst är den kuperad. Terrängen runt Miller Bluffs sluttar österut. Trakten är obefolkad. Det finns inga samhällen i närheten. 